# Hendrik Kramers
Hendrik Anthony „Hans“ Kramers (2. února 1894 – 24. dubna 1952) byl nizozemský fyzik, spolupracovník Nielse Bohra, s nímž zkoumal interakce elektromagnetických vln a hmoty.

## Raná léta a vzdělání
V roce 1912 dokončil středoškolské vzdělání v Rotterdamu a odešel na univerzitu v Leidenu, kde studoval matematiku a fyziku. V roce 1916 získal magisterský titul. Kramers chtěl během doktorského studia získat zkušenosti v zahraničí. Jeho první volba, studium u Maxe Borna v Göttingenu nepřipadala během první světové války v úvahu. Vzhledem k tomu, že Dánsko bylo podobně jako Nizozemsko ve válce neutrální, rozhodl se odcestovat lodí (po souši to v té době nešlo) do Kodaně, kde neohlášeně navštívil tehdy ještě poměrně neznámého, Nielse Bohra. Bohr souhlasil s vedením jeho doktorského studia a tak začal Kramers pod jeho vedením připravovat disertaci. Ačkoli většinu práce na disertaci s tématem intenzity atomových přechodů provedl v Kodani, formálně získal doktorát v Leidenu pod Paulem Ehrenfestem v roce 1919.

## Akademická kariéra
Po deseti letech práce ve skupině Nielse Bohra se stal profesorem na Kodaňské univerzitě. V roce 1926 opustil Dánsko a vrátil se do Nizozemska. Zde se stal řádným profesorem na univerzitě v Utrechtu. Odtud odešel roku 1934, kdy odešel za Ehrenfestem do Leidenu. Současně zastával od roku 1931 také pozici na Delftské technické univerzitě.
Kramers byl jedním ze zakladatelů matematického centra v Amsterdamu.
V roce 1925 objevili s Wernerem Heisenbergem rozptylový vzorec, který dnes nese jméno Kramersův-Heisenbergův vzorec. V roce 1948 potom přišel s nápadem renormalizace v kvantové teorii pole.

## Ocenění
Roku 1947 získal Lorentzovu medaili a roku 1951 Hughesovu medaili.
Členem Nizozemské akademie věd byl zvolen roku 1929, v průběhu druhé světové války musel odstoupit, znovuzvolen byl v roce 1945. 

## Osobní život
Od roku 1920 byl ženatý, z manželství měl tři dcery a syna.